# Крайслига
Крайслига (нем. Kreisliga; в переводе с нем. — «районная лига»), также Крайсоберлига (Kreisoberliga) и Крайскласс (Kreisklasse) — название, используемое в большинстве спортивных ассоциаций Германии для лиг, расположенных в самой нижней части системы лиг страны. Районные лиги обычно организуют спортивные ассоциации районов и внерайонных городов. Если на одной территории существуют одновременно несколько таких лиг, одна из них обычно является высшей лигой (крайсоберлига), а другие находится ниже в системе лиг.

## Футбол
В системе немецких футбольных лиг название Крайслига используется для обозначения низших дивизионов, расположенных на 8-м уровне и ниже. Основана в 1945 году. Управляется местным членом ассоциации региональных ассоциаций и покрывает территорию районного центра или крупного района, со стандартными двумя или тремя иерархическими дивизионами, называемыми, как правило, Крайслига А, Крайслига В, Крайслига С и так далее, или в других регионах как 1 Крайсклассе, 2 Крайсклассе, 3 Крайсклассе и так далее. До 2008 года дивизион назывался Крайсклассе А, до 1994 года — Крайсклассе В. Состоит примерно из 800 групп по 16-20+ команд. В Крайслиге играет старейший футбольный коллектив Германии и первый в мире клуб, который создал свою академию, «Германия 1888».
По итогам розыгрыша Крайслиги команды занявшие 1-е место попадают в более высокую Бециркслигу (1 места), занявшие последние места опускаются в Крайскласс А.
В то время как высшие любительские дивизионы организованы земельными футбольными ассоциациями Немецкого футбольного союза, нижние дивизионы находятся под юрисдикцией их вспомогательных органов, представляя собой более 400 районных футбольных ассоциаций, которые организуют свои дивизионы в основном в пределах границ соответствующих районов. Таким образом, в пирамиде лиг Крайслиги стоят ниже высших дивизионов земельных ассоциаций, обычно это Фербандслиги и Ландеслиги, и, в зависимости от структуры земельных ассоциаций, также Бециркслиги.
Крайслиги существует во всех ассоциациях в разном количестве и форме. Обычно существует несколько уровней Крайслиги, отличающихся суффиксом A, B, C или D. В некоторых районных ассоциациях также есть Крайскласс, который ниже Крайслиги и обозначается префиксом 1-й, 2-й и 3-й. Несколько ассоциаций также управляют Крайсоберлигой как высшим дивизионом над Крайслигой или Крайсклассом.

## Хоккей
В Баварии с конца 1940-х и до начала 1970-х годов лиги располагавшиеся ниже земельной лиги, которая тогда была высшим дивизионом Баварской ассоциации ледовых видов спорта (нем. Bayerische Eissport-Verband, BEV), назывались Крайслига, Крайскласс и, иногда Бециркскласс. В рамках реформы лиги в начале 1970-х годов команды этих лиг были объединены и разделены на Баварскую хоккейную лигу и земельную лигу. В конце 1980-х годов независимая ранее Крайслига была вновь введена в подчинение земельной лиги, которая в 1991 году стала Бециркслигой.

## Футзал
Футзальная Крайслига является четвёртым дивизионом в системе лиг Германии. Первая крайслига Германии по футзалу была запущена в гамбургском районе Харбург в 2016 году. В иерархической системе футзала Крайслига располагается ниже Бециркслиги.